# Кадір Мисироглу
Кадір Мисироглу (тур. Kadir Mısıroğlu 24 січня 1933, Акчаабат, Трабзон — 5 травня 2019, Стамбул) — турецький письменник, юрист і журналіст, відомий своїми ісламістськими, антисекуляристськими і монархістськими думками у період, що настає безпосередньо після однопартійного періоду Турецької Республіки.

## Життєпис
Місіроглу народився в Акчаабаті у провінції Трабзон. Вступив на юридичний факультет Стамбульського університету у 1954 році. Він зацікавився історією під час університетських занять і почав займатися нею як аматор. Заснував видавництво «Себіль» у 1964 році, а титульний журнал — у 1976 році. За свою кар'єру він опублікував понад 50 книг. Його книга 1974 року про визнання історичної спадщини Лозаннського мирного договору 1923 року отримала широке визнання серед консерваторів.
У 1977 році Місіроглу став кандидатом провінції Трабзон від Ісламської партії національного порятунку на Великих національних зборах Туреччини, але не був обраний. Він став членом Центрального комітету партії у 1978 році, обіймав посаду до 1980 року, та після перевороту він подав заяву про притулок у Німеччині та оселився у Франкфурті.
Місіроглу повернувся до Туреччини у 1991 році. Він створив фонд Osmanlılar İlim ve İrfan Vakfı, османську монархічну громадську організацію у 1994 році. І очолював її принаймні до 2014 року.
Місіроглу відомий своїми суперечливими та часом вигаданими публічними заявами. У липні 2016 року він заявив у телевізійному інтерв'ю, що Шекспір насправді не був англієць, а таємний мусульманин.